# Hertog van Northumberland

Wapen van de Hertog van Northumberland

Hertog van Northumberland (Engels: Duke of Northumberland) is een Britse adellijke titel. 
De titel hertog van Northumberland werd voor het eerst gecreëerd in 1551 door Eduard VI voor John Dudley, graaf van Warwick. Na diens executie in 1553 kwam de titel echter weer te vervallen.
Karel II creëerde de titel opnieuw voor zijn bastaardzoon George Fitzroy. Na diens kinderloze overlijden in 1716 verviel de titel opnieuw.
In 1766 werd de titel voor de derde keer gecreëerd, nu voor Hugh Percy. Zijn nakomelingen bezitten de titel nog steeds.
De familiezetel is Alnwick Castle (Northumberland). De familie bezit tevens Syon Park House Estate in Londen.
De oudste zoon van de hertog heeft de hoffelijkheidstitel Graaf Percy (Engels: Earl Percy).

## Hertog van Northumberland, eerste creatie (1551)
- John Dudley, 1e hertog van Northumberland (1551-1553)

## Hertog van Northumberland, tweede creatie (1683)
- George Fitzroy, 1e hertog van Northumberland (1683-1716)

## Hertog van Northumberland, derde creatie (1766)
- Hugh Percy, 1e hertog van Northumberland (1766-1786)
- Hugh Percy, 2e hertog van Northumberland (1786-1817)
- Hugh Percy, 3e hertog van Northumberland (1817-1847)
- Algernon Percy, 4e hertog van Northumberland (1847-1865)
- George Percy, 5e hertog van Northumberland (1865-1867)
- Algernon Percy, 6e hertog van Northumberland (1867-1899)
- Henry Percy, 7e hertog van Northumberland (1899-1918)
- Alan Percy, 8e hertog van Northumberland (1918-1930)
- Henry Percy, 9e hertog van Northumberland (1930-1940)
- Hugh Percy, 10e hertog van Northumberland (1940-1988)
- Henry Percy, 11e hertog van Northumberland (1988-1995)
- Ralph Percy, 12e hertog van Northumberland (1995-heden)